# Louis Déjoie
Pour les articles homonymes, voir Dejoie.
Louis Dejoie (Port-au-Prince, 23 février 1896 – New York, 11 juillet 1969), est un homme d'affaires et homme politique haïtien.

## Biographie
D'une famille mulâtre, descendant d'un propriétaire français d'esclaves et de l'ancien président haïtien Fabre Geffrard, qui a renversé l'empire Faustin, Pierre Joseph Justin Marie Louis Dejoie est le fils de Joseph Justin Dejoie, banquier et négociant aux Cayes, et de Claire Louise Cesvet. Marié à Suzon Boucard, petite-fille du président François Denys Légitime, il a trois enfants, dont le futur ministre Louis Déjoie Jr..
Après avoir étudié les sciences agronomiques en Belgique, ingénieur agronome, riche propriétaire terrien et planteur de sucre, il fonde la société Établissements agricoles et industriels dans son pays natal, qui produit principalement des huiles végétales.
En janvier 1946, il soutient les grèves étudiantes qui conduisent au renversement du président Élie Lescot. En 1946 et 1950, il est candidat avec succès pour un siège au Sénat d'Haïti. Avec Léon Cantave, ils font chuter le président Paul Magloire en décembre 1956. Emprisonné, le président par intérim Nemours Pierre-Louis ordonne sa libération ainsi que celle d'autres prisonniers politiques. 
Il se présente à la présidence contre François Duvalier lors de l'élection présidentielle haïtienne de 1957, sous l'étiquette du Parti agricole et industriel national (PAIN). Il échoue avec 26,6% des voix contre 72,4% pour Duvalier et doit s'exiler aux États-Unis en 1958. Il est souvent accusé par Duvalier d'être l'un des bailleurs de fonds et la principale source de financement de ses opposants au cours de la première décennie de son gouvernement.

## Sources
- (de) Cet article est partiellement ou en totalité issu de l’article de Wikipédia en allemand intitulé « Louis Déjoie » (voir la liste des auteurs).
- Georges Condé, Louis Déjoie : profil d'un entrepreneur, Port-au-Prince, L'Imprimeur S.A., 2014, 336 p. (ISBN 978-9-997-04161-6, OCLC 1049572318).
- Marc Désir et Danielle Bégot, Presse écrite et pouvoir politique en Haïti dans l'interrègne de 1956 à 1958 (Thèses et écrits académiques), Université des Antilles et de la Guyane, 2010, 525 p., 2 vol. (OCLC 800487801).